# Ghatshila
Ghatshila é uma vila no distrito de Purbi Singhbhum, no estado indiano de Jharkhand.

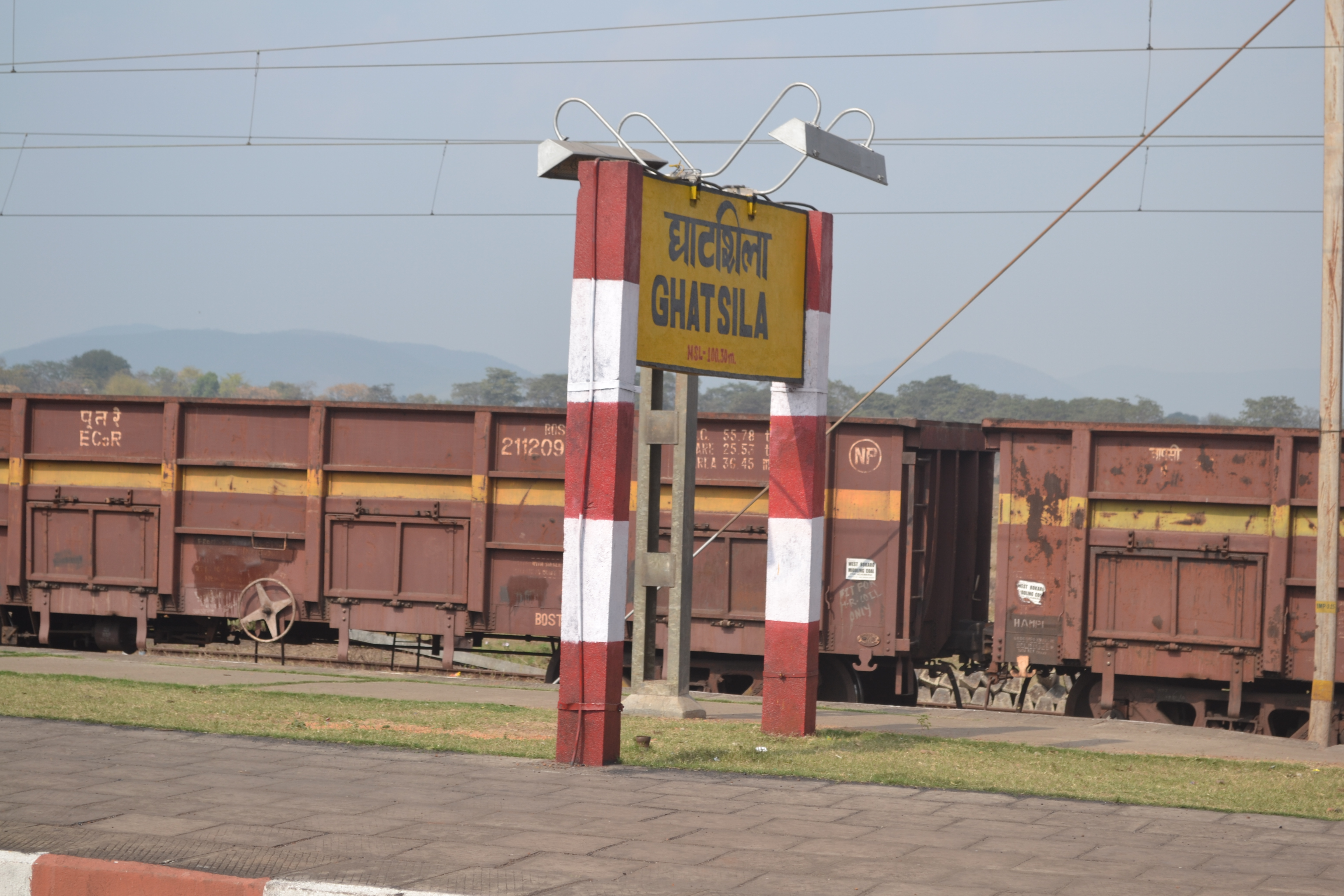
Ghatshila

## Demografia
Segundo o censo de 2001, Ghatshila tinha uma população de 37 850 habitantes. Os indivíduos do sexo masculino constituem 53% da população e os do sexo feminino 47%. Ghatshila tem uma taxa de literacia de 73%, superior à média nacional de 59,5%: a literacia no sexo masculino é de 79% e no sexo feminino é de 65%. Em Ghatshila, 11% da população está abaixo dos 6 anos de idade.